# Gamsa
La Gamsa est une rivière de Suisse en Valais et un affluent gauche du Rhône.

## Parcours
Cours d'eau affluent du Rhône. Situé en Valais dans la vallée de Nanz (Nanztal en allemand) sur la rive gauche du Rhône, elle rejoint ce dernier à la hauteur de Gamsen entre Viège et Brigue.